# Corporação Musical Operária da Lapa

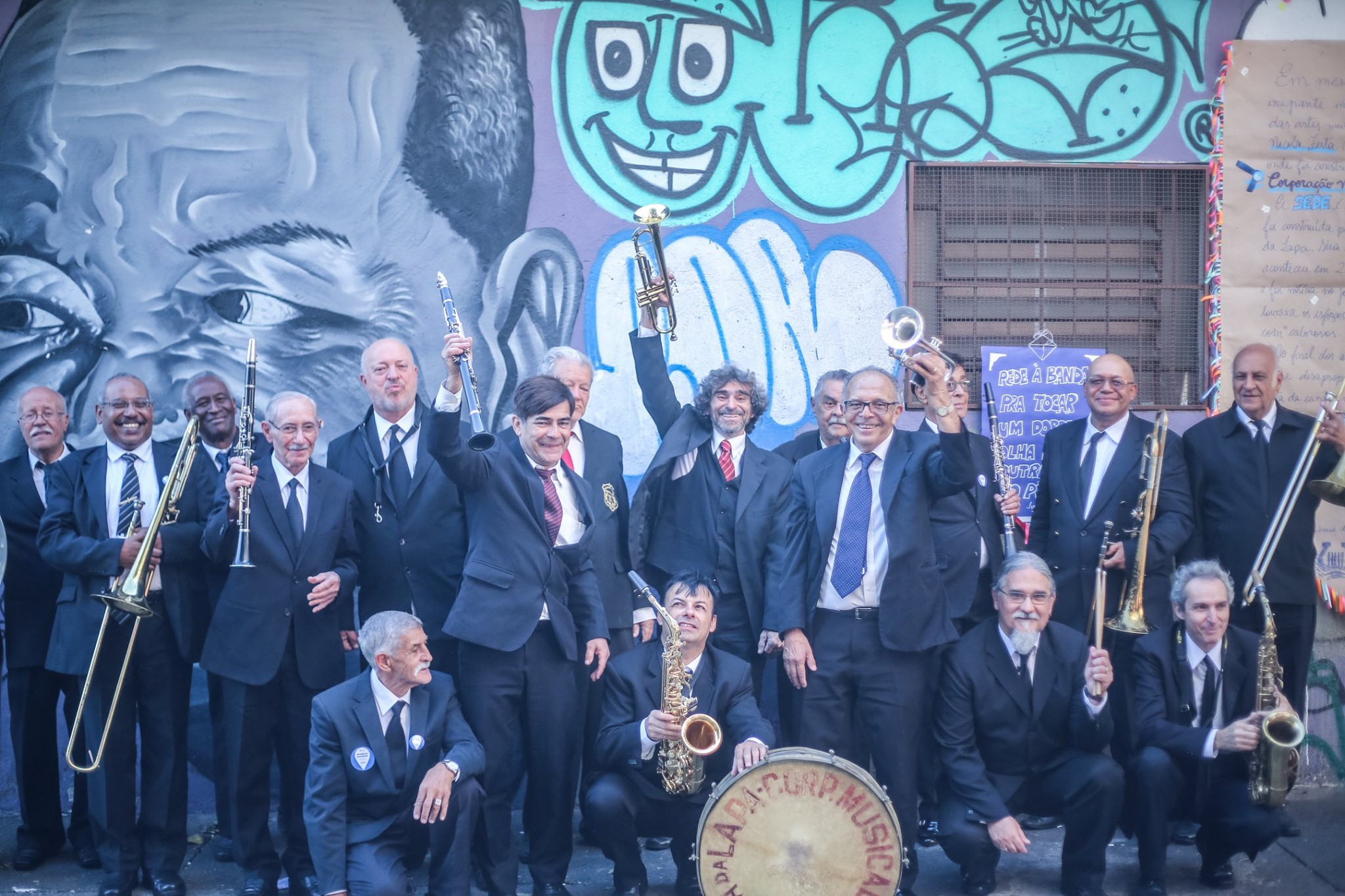
A Corporação Musical Operária da Lapa durante sua participação na Jornada do Patrimônio de 2019, do lado de fora da sua sede onde realizou uma retreta.

A Corporação Musical Operária da Lapa, também conhecida como Banda da Lapa, é a banda de música popular amadora mais antiga em atividade na cidade de São Paulo. Sua fundação em torno de 1881remete tanto aos imigrantes italianos que trabalhavam e moravam na então longínqua Lapa quanto aos ferroviários da São Paulo Railway (popularmente chamada de Ingleza) e está profundamente ligada às grandes transformações físicas, urbanísticas, socioeconômicas e demográficas pelas quais passou a cidade durante sua urbanização e industrialização, bem como à formação da classe operária paulistana na transição dos séculos XIX e XX. 
Entre os anos de 1889 e 1932, a cidade de São Paulo contou com 89 bandas de música, entre as militares e profissionais, as civis profissionais e civis amadoras vinculadas a associações de ajuda-mútua, agremiações desportivas, escolas, circos, uniões operárias etc. Antes do advento do rádio como veículo de comunicação de massas nos anos 1930, as bandas de todos os tipos eram as responsáveis por divulgar repertórios musicais desde os populares ao eruditos. A Banda da Lapa animou os bailes, corsos carnavalescos, torneios esportivos, convescotes e toda e qualquer festividade dos primórdios da vida social lapeana durante a Primeira República (1889-1930) e, sobretudo, suas retretas, apresentações livres, na ruas e no antigo coreto do bairro, no Largo da Estação, próximo à atual EMEI Neyde Guzzi de Chiacchio, na Lapa de Baixo. Além disso, chegou a ser uma das bandas de maior prestígio em toda São Paulo nos anos 1920, concorrendo em pé de igualdade musical e em popularidade com a Banda da Força Pública. Das bandas populares amadoras que faziam parte do cotidiano paulistano, apenas a Banda da Lapa alcançou o século XXI. 

## O corpo musical
Desde suas origens, a Banda da Lapa cumpre o papel de conservatório popular na formação musical não só de seus integrantes como de quem dela queira participar.  Aliás, a participação de seus músicos segue sendo totalmente voluntária. Além disso, ela é mantida por seus músicos há gerações. Segundo registros de seu acervo, os idosos passaram a ser o contingente mais expressivo do seu corpo musical, do qual, aliás, as mulheres passaram passaram a fazer parte a partir de meados dos anos 1990.  

## A sede
Localizada na Rua Joaquim Machado, 99, na Lapa, a sede foi construída por antigas gerações de músicos e moradores lapeanos em terreno doado pelo Sr. Nicola Festa, imigrante italiano fruticultor e patrono das artes musicais da localidade Inaugurada em 1930, desde então, ela abriga os ensaios semanais dos músicos, além de documentos de grande valor memorialístico, como instrumentos musicais, partituras, fotografias e demais objetos. Em 2009, após a mobilização de moradores da Lapa e arredores, ela foi oficialmente tombada pelo Conselho Municipal de Preservação do Patrimônio Histórico, Cultural e Ambiental da Cidade de São Paulo (CONPRESP) na resolução 05/2009, que determinou a conservação de sua fachada, telhado e volumetria. 

## Tradição e memória vivas
No período da atual regência, iniciado em 2003 e sob a batuta do maestro Nestor Avelino Pinheiro, a Banda da Lapa realizou uma série de apresentações em importantes eventos da cidade, como as comemorações dos 450 anos da cidade de São Paulo, algumas edições da Virada Cultural, Jornada do Patrimônio, além de festivais na rede Sesc, no Tendal da Lapa e no Bloco do Jamelão no Bexiga. Como depende de cachês para manter-se, uma série de festas tradicionais da liturgia católica, como as de São Vito Mártir, Nossa Senhora de Casaluce, San Genaro, por exemplo, ajudam-na a resistir.  E ainda é uma das principais atrações da Festa do Divino Espírito Santo da cidade de Nazaré Paulista, ao lado de grupos de Congada, Moçambique, Marujada e diversos outros grupos representantes da cultura popular.